# Kathedraal van de Moeder Gods van Smolensk
De Kathedraal van de Moeder Gods van Smolensk (Russisch: Собо́р Ико́ны Бо́жией Ма́тери Смоле́нская) of Smolenski-kathedraal (Russisch: Смоленский собор) is een Russisch-orthodoxe kathedraal in de Russische stad Belgorod.

## Geschiedenis
De oorsprong van de kathedraal ligt volgens de legende in een miraculeuze gebeurtenis. In 1703 openbaarde zich de Moeder Gods van Smolensk in een zee van licht bij een van de stadspoorten van Belgorod. Dit wonder gaf aanleiding tot de bouw van een kapel. De grote toeloop van bedevaartgangers noodzaakte twee jaar later tot de bouw van een houten kerk. In 1727 werd begonnen met de bouw van de huidige kathedraal. Door o.a. problemen met de financiering vertraagde de bouw nogal en duurde de voltooiing maar liefst 27 jaar.

## Sovjet-periode
Na de revolutie brak een zware tijd aan voor het spirituele centrum van Belgorod. In de jaren '20 werd de kerk gesloten en geplunderd. Tijdens de Tweede Wereldoorlog werd de kathedraal zwaar beschadigd door artillerievuur en hoewel de kerk gedurende de oorlog vaak diende als toevluchtsoord om te schuilen tegen het oorlogsgeweld nam na de oorlog niemand de moeite om het gebouw te herstellen. Er werden in 1958 en 1977 zelfs pogingen ondernomen om het gehavende gebouw op te blazen. De nabijheid van een school voorkwam dat de plannen succesvol konden worden uitgevoerd. In de late jaren 80 werd begonnen met herstel aan de kerk. In de Sovjet-periode werden oude kerken vaak verbouwd tot een ruimte voor orgelconcerten en deze bestemming had men ook bedacht voor de Smolenski-kathedraal, maar het liep anders.

## Heropening
Na de val van de Sovjet-Unie werd besloten de kathedraal in 1991 terug te geven aan de Russisch-orthodoxe Kerk. Op 10 augustus 1992 werd een eerste Goddelijke liturgie gevierd. Zeer veel puin moest eerst worden afgevoerd alvorens de restauratie kon beginnen. De kerk is sindsdien gerestaureerd in haar oorspronkelijke vorm.